# Lappion
Lappion ist eine französische Gemeinde mit 281 Einwohnern (Stand: 1. Januar 2022) im Département Aisne in der Region Hauts-de-France; sie gehört zum Arrondissement Laon und zum Kanton Villeneuve-sur-Aisne.

## Geografie
Die Gemeinde Lappion liegt etwa 29 Kilometer ostnordöstlich von Laon. Zum Gemeindegebiet von Lappion zählt der Nordteil des 622 Hektar großen Standortübungsplatzes der französischen Armee, das „Camp de Sissone“, das seit 1896 existiert. Nachbargemeinden von Lappion sind Boncourt im Norden, Dizy-le-Gros im Nordosten, Nizy-le-Comte im Osten, La Selve im Südosten und Süden, Sissonne im Süden und Westen sowie Sainte-Preuve im Westen und Nordwesten.

## Geschichte
Seit dem späten Mittelalter war die Basilika Notre-Dame Ziel von Marienwallfahrten.

### Bevölkerungsentwicklung
| Jahr                       | 1962 | 1968 | 1975 | 1982 | 1990 | 1999 | 2010 | 2015 | 2021 |
| Einwohner                  | 361  | 337  | 266  | 226  | 252  | 292  | 295  | 281  | 277  |
| Quellen: Cassini und INSEE |      |      |      |      |      |      |      |      |      |

## Sehenswürdigkeiten
- Kirche Saint-Germain
- Empfangsgebäude des alten Bahnhofs

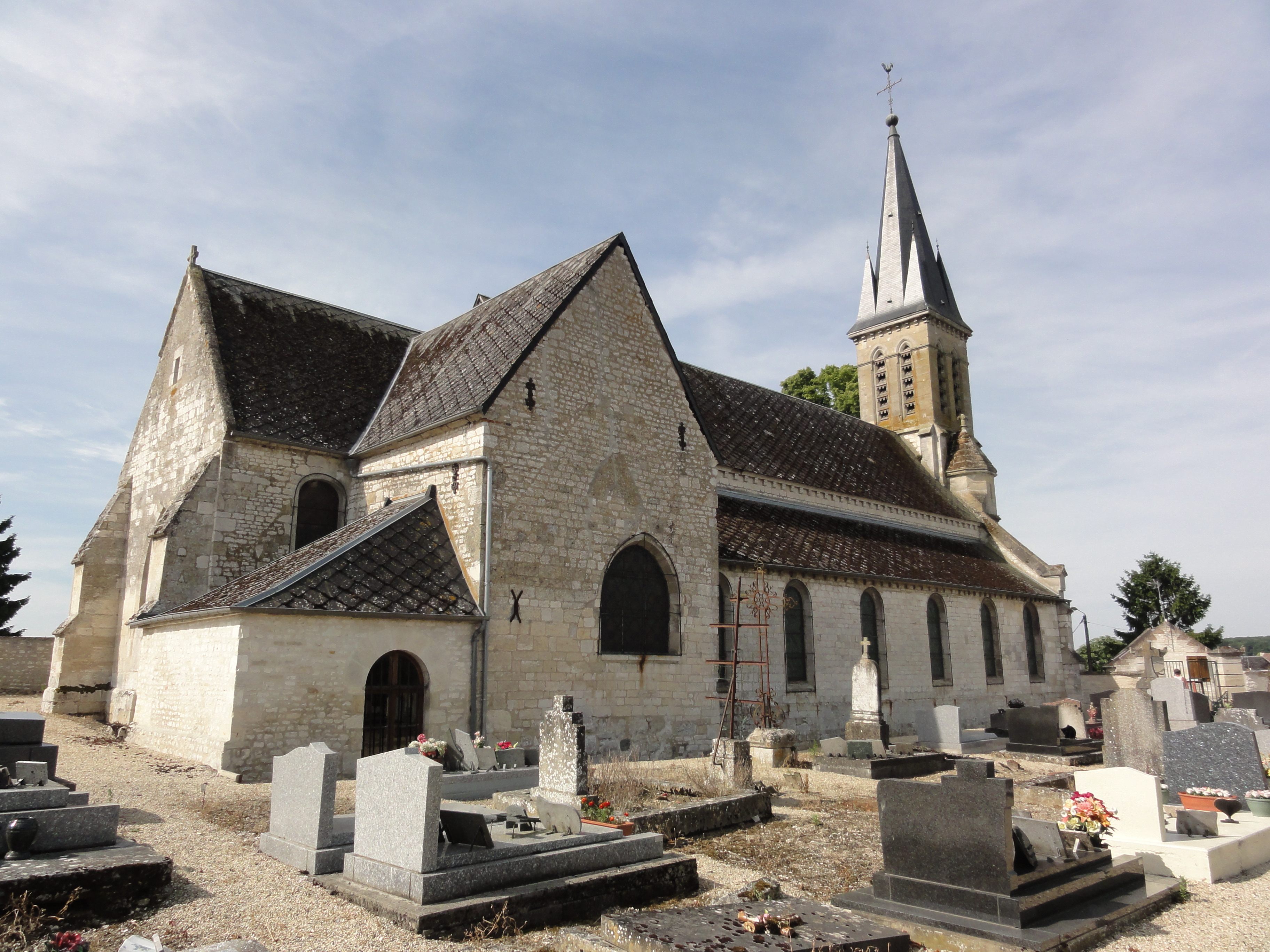
Kirche Saint-Germain
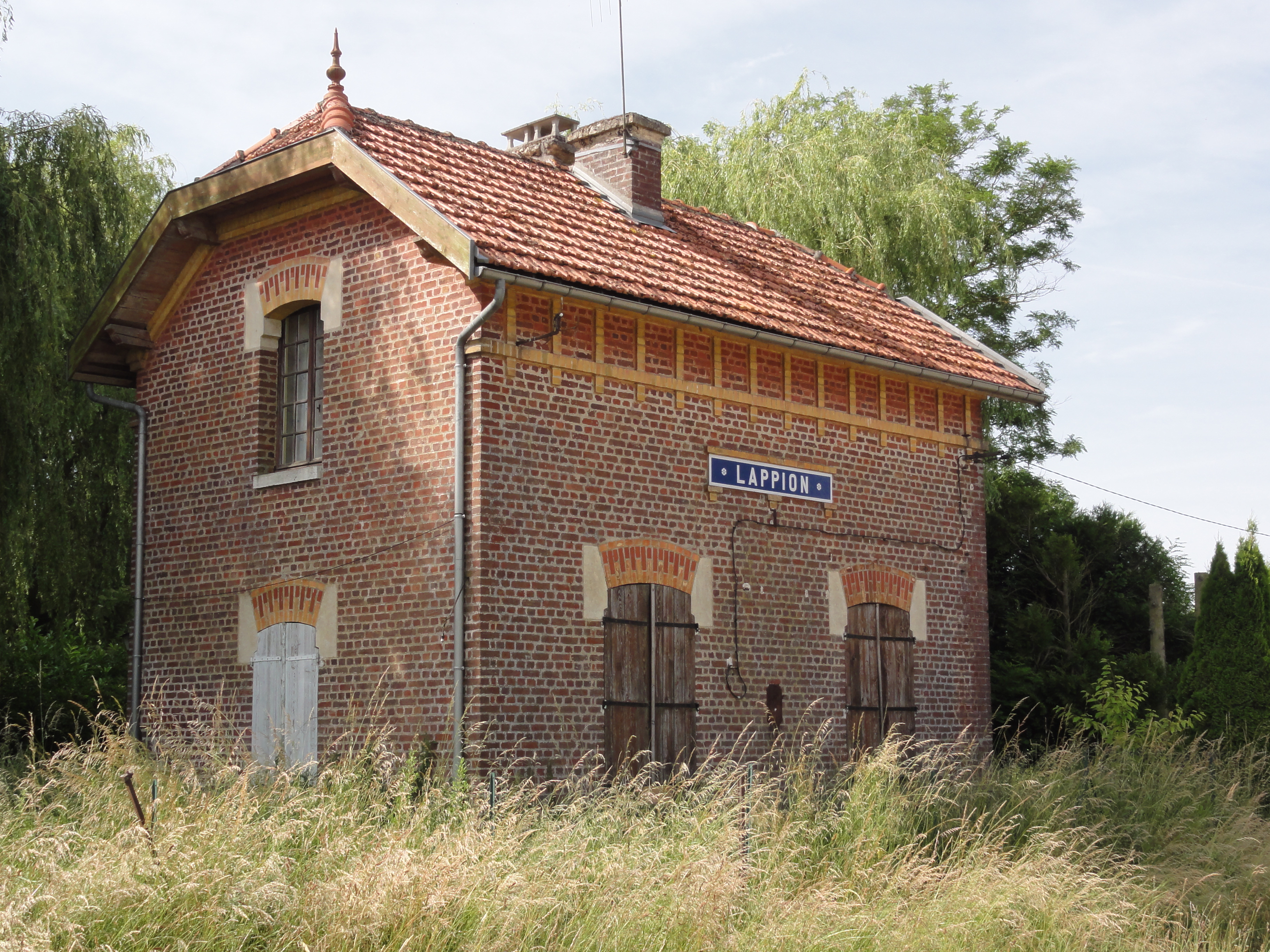
Empfangsgebäude des alten Bahnhofs
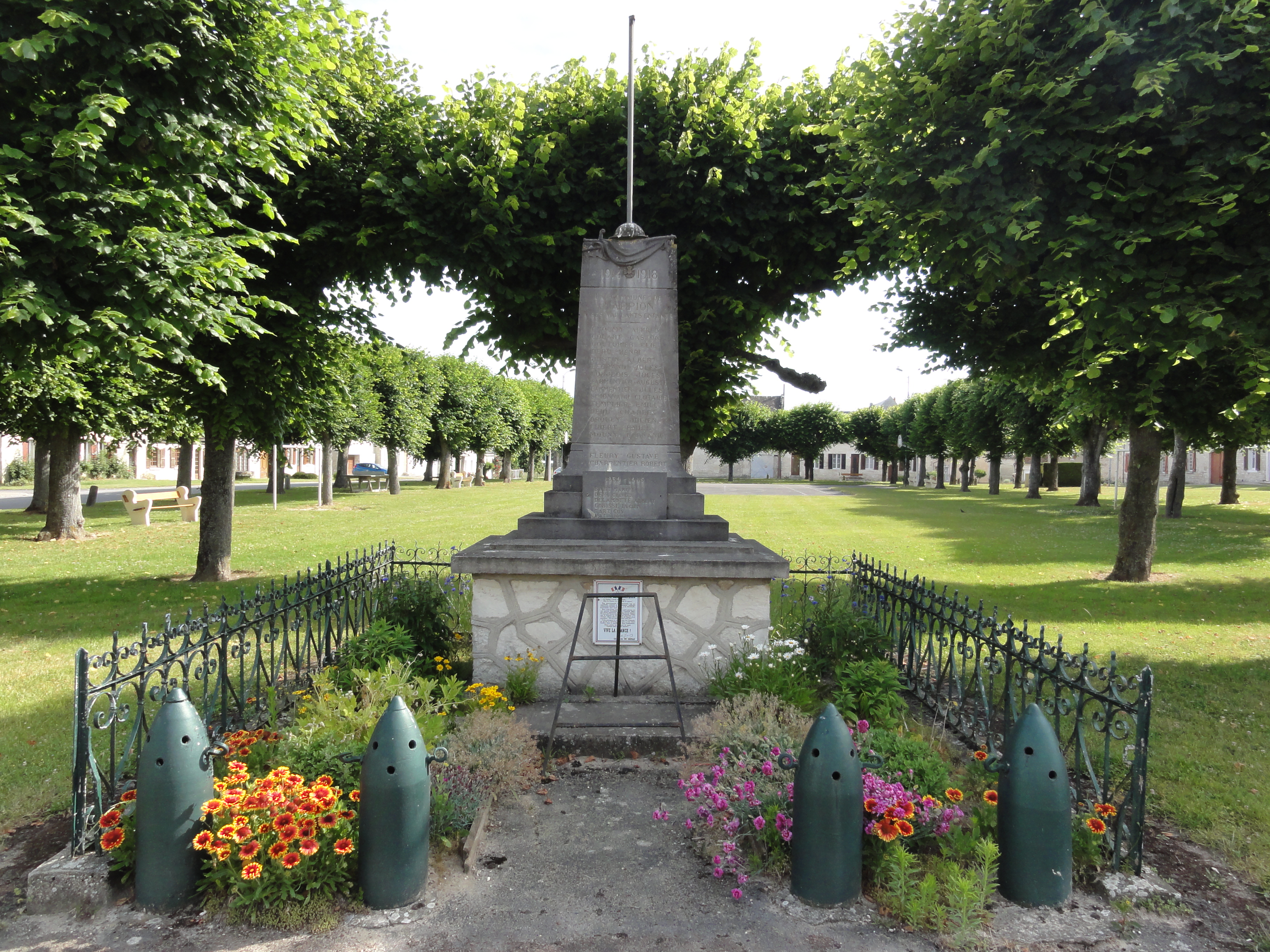
Gefallenendenkmal